# Clambus vulneratus
Clambus vulneratus là một loài bọ cánh cứng trong họ Clambidae. Loài này được Leconte miêu tả khoa học đầu tiên năm 1879.